# Товтровий степ
То́втровий степ — ландшафтний заказник загальнодержавного значення в Україні. Розташований у Підволочиському районі Тернопільської області. 
Площа — 123,2 га, в тому числі: 122,5 га земель державної власності (запас), які розташовані поблизу сіл Жеребки (31,9 га), Колодіївка (15,8 га), Галущинці (74,8 га); 0,7 га земель комунальної власності (землі для сінокосіння і випасання худоби в межах населеного пункту), які розташовані на території села Галущинці. Створений Указом Президента України від 27 липня 2016 року № 312. Заказник перебуває в підпорядкуванні Підволочиської селищної (106,7 га) та Скалатської міської громад (15,8 га). 
Під охороною — цілісний фрагмент товтрової гряди, значну частину якого займають степові угруповання, занесені до Зеленої книги України. Тут зростає ковила волосиста, занесена до Червоної книги України. Трапляються ящірка прудка та ластівка сільська, що охороняються за Конвенцією про охорону дикої флори і фауни та природних середовищ існування в Європі.